# ميخائيل ماكان
ميخائيل ماكان (بالإنجليزية: Michael McCann)‏ هو سياسي بريطاني، ولد في 2 يناير 1964 في غلاسكو في المملكة المتحدة. حزبياً، نشط في حزب العمال. في انتخابات المملكة المتحدة لعام 2010، انتخب عضو برلمان المملكة المتحدة الـ55 عن دائرة كيلبرايد الشرقية، ستراتهافين وليسماهاغو وقد انضم خلال فترته النيابية ‏ (6 مايو 2010 – 30 مارس 2015) للكتلة البرلمانية حزب العمال.